# ديفيد بيتس (مؤرخ)
ديفيد بيتس (بالإنجليزية: David Bates)‏ هو مؤرخ بريطاني، ولد في 30 أبريل 1945 في كوفنتري في المملكة المتحدة.